# ليلة القبض على بكيزة وزغلول (فلم)
بكيزة وزغلول فيلم كوميدي مصري من بطولة سهير البابلي، وإسعاد يونس، ويوسف شعبان، وأسامة عباس، ووحيد سيف، ومفيد عاشور . ومن إخراج محمد عبد العزيز، مدير تصوير شريف إحسان، موسيقى عمار الشريعي إنتاج الشركة الدولية للسينما إنتاج 1988.
الفيلم من أفلام عيد الفطر 1408 هـ.

## القصة
يستكمل الفيلم تناول قصة حياة بكيزة وزغلول بعد معانتهما من الفقر الشديد، كما دارت الأحداث في المسلسل أن في النهاية سيتحول القصر إلى مستشفى ويعيشان حياة هانئة يتم النصب عليهما وتخسران القصر، وتعودا إلى حالة الفقر الشديد، ويحاولن طوال أحداث الفيلم أن يجدن فرصة عمل، وفي إحدى مرات البحث تتصادف الاثنتان برجل يدعى سام (أحمد راتب)، فيفتح معهم الحديث ويدعوهن لتناول الغذاء، وهو عضو في منظمة إرهاب تعمل في مجال الاغتيالات السياسية، يكون معه جهاز ميكروفيلم يحوي معلومات خطيرة للمنظمة فيخبئه في علبة شيكولاته، لكن بكيزة تتناول منها جزء كبير ومعها الجهاز، وعندما يحاول سام استرجاع الجهاز يتم قتله من قبل أعضاء المنظمة، فتقومان بإبلاغ الشرطة ولكن الشرطة لا تصدقهم، وتحدث مفارقات وصراعات طريفة بين بكيزه وزغلول وأعضاء الشبكة وعملاء الحاكم الأجنبي حتى تستطيع الشرطة القبض على أفراد العصابة في النهاية.

## وصلات خارجية
- مقالات تستعمل روابط فنية بلا صلة مع ويكي بيانات